# Coprosma pseudocuneata
Coprosma pseudocuneata är en måreväxtart som beskrevs av Walter Reginald Brook Oliver, Garn.-jones och Elder. Coprosma pseudocuneata ingår i släktet Coprosma och familjen måreväxter. Inga underarter finns listade i Catalogue of Life.